# 索菲伊夫卡 (科留基夫卡區)
51°52′57″N 32°8′5″E / 51.88250°N 32.13472°E
索菲伊夫卡（烏克蘭語：Софіївка）是位於烏克蘭北部切爾尼戈夫州裏科留基夫卡區的村莊，面積1.06平方公里，海拔高度127米，2001年人口92，人口密度每平方公里86.8人。